# Moochie Norris
 (octobre 2019).
Si vous disposez d'ouvrages ou d'articles de référence ou si vous connaissez des sites web de qualité traitant du thème abordé ici, merci de compléter l'article en donnant les références utiles à sa vérifiabilité et en les liant à la section « Notes et références ».
Pour les articles homonymes, voir Norris.
Martyn « Moochie » Norris (né le 27 juillet 1973 à Washington) est un ancien joueur américain de basket-ball. Il évoluait au poste de meneur.